# 大树茶
大树茶（学名：Camellia arborescens）是山茶科山茶属的植物。分布在中国大陆的云南等地，生长于海拔1,000米至2,000米的地区，多生长在山地疏林，目前尚未由人工引种栽培。